# Wichmann kocsmája

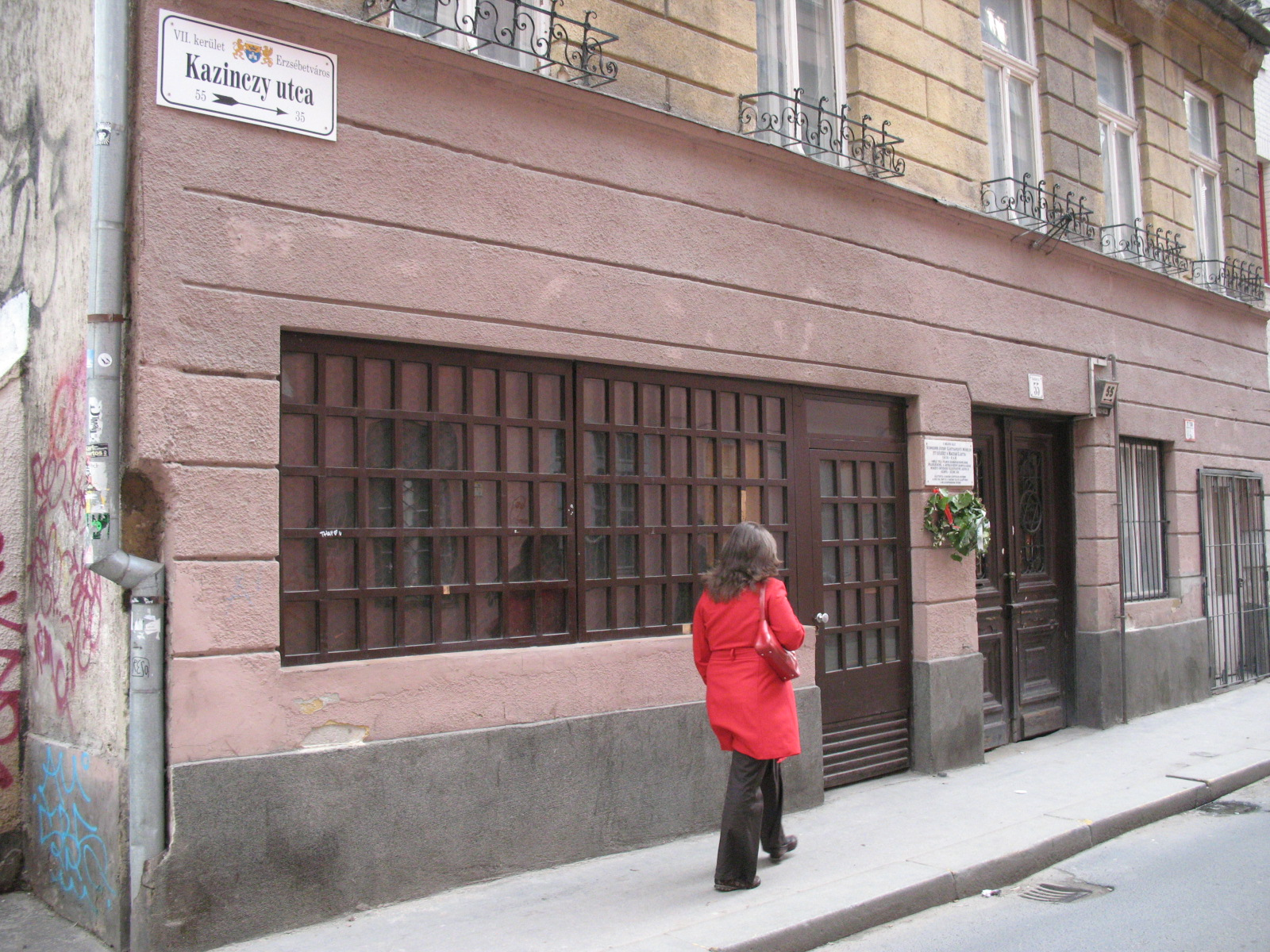
A Wichmann kocsma

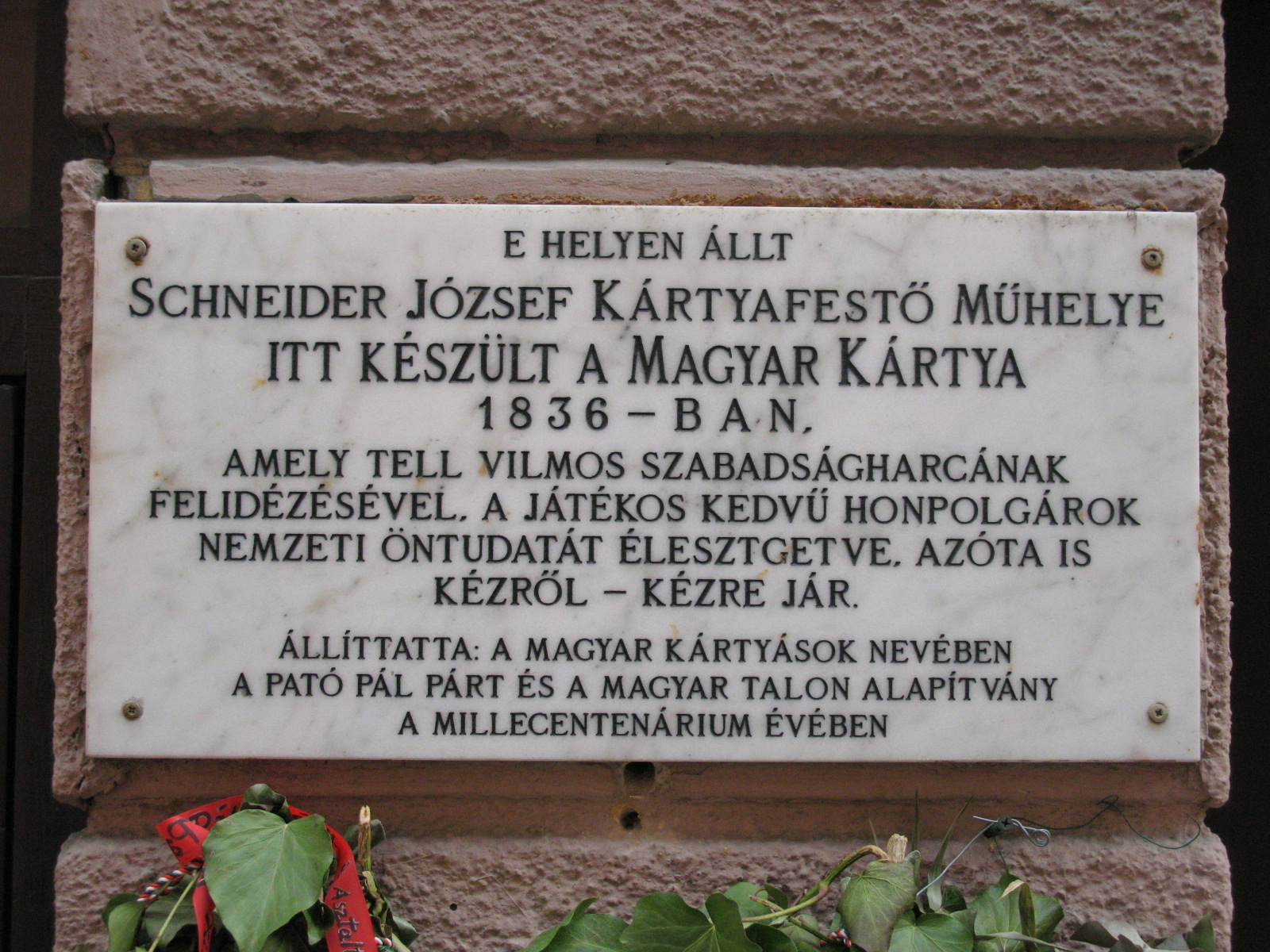
A magyar kártya emléktábla a Wichmann kocsma falán

A Wichmann kocsmája egy budapesti kocsma volt, amely 2018-ban zárt be. Ez azonban csak becenév, mert ilyen cégér nem található a VII. kerület Kazinczy utca 55. alatti házon. A házat azonban 2020-ban lebontásra ítélték.

## Története
A kocsmát 1987-ben nyitotta meg Wichmann Tamás kilencszeres világbajnok kenus. Először Szent Jupát volt a neve, a kenusok fiktív védőszentje után, később változott Wichmann kocsmájára. 
Sárközi Mátyás író így írta le 2006-ban megjelent Király utcáról szóló könyvében:
„Cicomátlan, deszkapadlós helyiségben, gyalultfa-asztaloknál, félhomályban ül a söröző közönség, a terem akusztikája következtében iszonyú a zaj, beszélgetni csak megfelelő decibelszámmal lehetséges, ilyesféle lehetett hajdan az Orczy kávéház kakofóniája.”
A ház falán emléktábla található:
„E helyen állt Schneider József kártyafestő műhelye. Itt készült a magyar kártya 1836-ban, amely Tell Vilmos szabadságharcának felidézésével a játékos kedvű honpolgárok nemzeti öntudatát élesztgetve, azóta is kézről kézre jár. Állíttatta a magyar kártyások nevében a Pató Pál Párt és a Magyar Talon Alapítvány a millecentenárium évében.”
 (azaz 1996-ban).